# Ken Livingstone
Pour les articles homonymes, voir Livingstone (homonymie).
Kenneth Robert Livingstone, dit Ken Livingstone, né le 17 juin 1945 à Lambeth (Londres), est un homme politique britannique. Ancien membre du Parti travailliste, qu'il quitte en 2018, il est maire de Londres de 2000 à 2008.
Candidat indépendant dissident du Parti travailliste à la mairie de Londres en 2000, il est ensuite réélu avec le soutien officiel du parti en 2004, avant d'être battu en 2008 par le conservateur Boris Johnson. Auparavant, il avait été le leader du Greater London Council de 1981 à 1986, date de sa dissolution par Margaret Thatcher.
Ken Livingstone est surnommé « Ken le rouge » (Red Ken) en raison de son passé trotskiste.

## Études
Après avoir étudié à la Tulse Hill Comprehensive School, il travaille pendant huit ans comme technicien de recherche sur le cancer, puis devient professeur qualifié en 1973[réf. nécessaire].

## Vie personnelle
Ken Livingstone a également travaillé comme critique gastronomique. Il est aussi connu pour être amateur de tritons, dont il fait l'élevage. En 1973, il se marie avec Christine Pamela Chapman, dont il divorce en 1982. Ensuite en couple avec Emma Beal, sa directrice de cabinet, ils ont deux enfants, Thomas et Mia[réf. nécessaire].

## Vie politique
En 1971, Ken Livingstone est élu dans le borough londonien de Lambeth. Deux ans plus tard, il devient membre du Parti travailliste au Greater London Council, puis devient le chef de cet organe en mai 1981, jusqu'à  sa dissolution en 1986.
Se voulant socialiste, son administration est violemment combattue par les tabloïds et par la droite du parti travailliste. Son équipe représente selon lui l’« accession au pouvoir de la génération post-68 », une nouvelle gauche anti-impérialiste et anti-sexiste engagée dans la défense des minorités raciales et sur les questions sexuelles, mais aussi une gauche qui préfère miser sur les petites coopératives et l’habitat communautaire plutôt que sur les grandes nationalisations qui n'ont souvent fait qu'accompagner le déclin industriel sans jamais l'enrayer. Il parvient cependant à construire des passerelles avec la gauche syndicale traditionnelle.
De 1987 à 2001, il représente le borough londonien de Brent à la Chambre des communes. En 2000, il devient le premier candidat indépendant élu maire de Londres. Il conserve son poste pendant huit ans, mais est battu en mai 2008 par le conservateur Boris Johnson. Il échoue à reconquérir son poste de maire en mai 2012.

## Mesures en tant que chef du Great London Council

### Mesures économiques
Après avoir créé le comité des entreprises du Grand Londres (GLEB), Ken Livingstone engage des grands chantiers économiques visant à réindustrialiser la ville, alors en déclin. Plusieurs zones industrielles désertifiées se voient alors offrir une seconde jeunesse grâce à l’établissement de coopératives et de petites entreprises, d'anciens sites industriels font l'objet de campagnes de réhabilitation, à l’image des Royal Docks à Newham.
Sa politique des transports et de la mobilité, portée par diverses incitations, encourage fortement les londoniens à se déplacer en bus et en métro[réf. nécessaire].

### Interventions politiques
Il intervient beaucoup dans le débat public national, s'opposant frontalement à la politique de Margaret Thatcher (il fait par exemple afficher en permanence les chiffres du chômage sur de grandes bannières en face du Parlement), soutenant la grève des mineurs de 1984-1985, les luttes antiracistes, les droits des homosexuels, la réunification de l'Irlande et le combat contre l’apartheid en Afrique du Sud. En avril 1981, il scandalise la presse britannique de droite lors des émeutes de Brixton contre les violences policières, apparaissant aux côtés des manifestants.

### Dissolution du GLC
Le gouvernement de Margaret Thatcher, en conflit ouvert avec Ken Livingstone, fait dissoudre le Great London Council en 1986, l'année du « Big Bang » (série de mesures qui déréglementent la place financière de Londres).

## Mesures et faits en tant que maire de Londres
En 2000, le Premier ministre Tony Blair et le chancelier de l'Échiquier Gordon Brown font en sorte d'empêcher Ken Livingstone, très critique à l'égard du New Labour, de se présenter sous la bannière travailliste aux élections municipales de Londres, le faisant exclure du parti. Candidat indépendant, Livingstone est élu avec 58% des voix au second tour.

### Transports et logement
Maire de Londres, il s'engage en particulier sur la question des transports. Sa décision d'instaurer un péage urbain pour accéder au centre-ville, qui a eu pour effet immédiat de réduire la circulation de plus de 10%, a été très controversée et vivement combattue par la presse. Parallèlement, les pistes cyclables sont étendues, le prix du ticket de bus plafonné et les lignes prolongées, entraînant une nette augmentation de la fréquentation des transports en commun. Un nouvel organisme, Transport for London, commence à réintégrer le réseau ferroviaire privé dans le giron public. De fait, la politique de Ken Livingstone en matière de transports entre en contradiction avec celle du gouvernement, lequel lance au contraire un plan de privatisation partielle du métro.
Sa politique des mobilités est un succès pour Linvingstone, mais l’amélioration des transports publics londoniens a aussi pour effet de provoquer une hausse des prix de l'immobilier, et donc de favoriser la gentrification du centre-ville. La flambée des prix du logement est ainsi perçue comme l'échec le plus important de Ken Livingstone à la mairie de Londres.

### Minorités
Connu pour ses prises de position anti-racistes et anti-impérialistes, son opposition farouche au régime d'apartheid en Afrique du Sud ou la défense des travailleurs immigrés, une fois élu, Ken Livingstone déploie sa politique municipale en faveur des minorités. Acte symbolique fort de cette volonté, la statue de Nelson Mandela inaugurée sur Parliament Square, au sujet de laquelle Livingstone déclare : « Quel meilleur emplacement que notre place la plus connue pour poser une statue de Nelson Mandela afin que toutes les générations se rappellent le combat contre le racisme ? ».
En décembre 2005, Livingstone organise Hannukah (fête juive des lumières) à la mairie de Londres, et informe que cet événement sera désormais annuel[réf. nécessaire].

### International
En 2003, Ken Livingstone s'oppose à l'invasion de l'Irak et participe régulièrement aux manifestations pacifistes, qualifiant George W. Bush de « criminel de guerre ». 

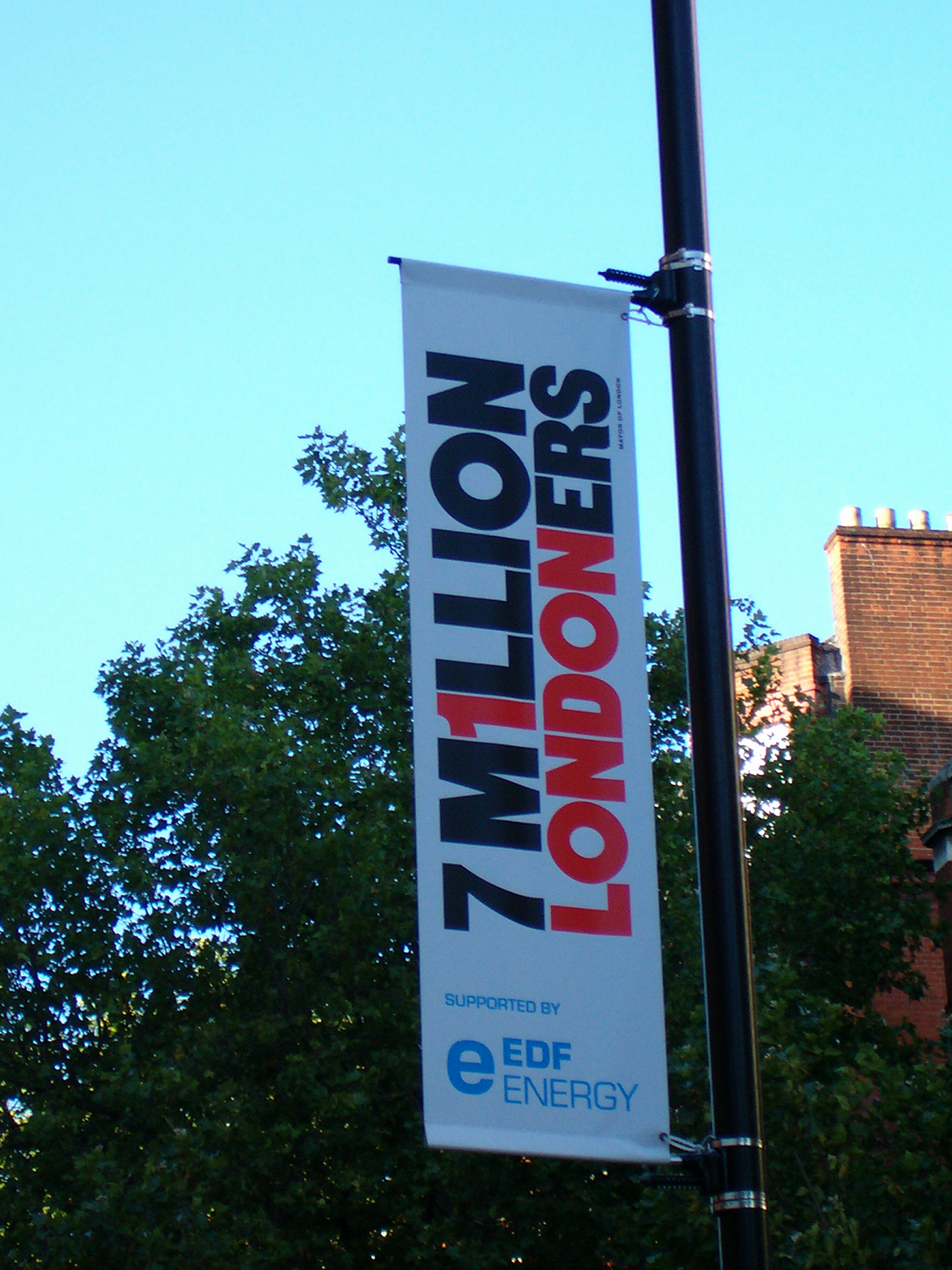
Affiche mettant en valeur les origines multiples des londoniens, installée à la suite des attentats en 2005.

### Attentats du 7 juillet 2005
Quelques heures après les attentats du 7 juillet 2005 à Londres, Livingstone s'exprime depuis Singapour, où il représentait Londres pour sa candidature aux Jeux olympiques d'été de 2012. Visiblement sous le choc, sa voix trahit sa colère contre les atrocités perpétrées dans sa ville.
Le 20 juillet 2005, Livingstone s'exprime à nouveau sur la BBC à propos des attentats, cette fois sur le rôle de la politique étrangère britannique dans ces attentats.

## Polémiques

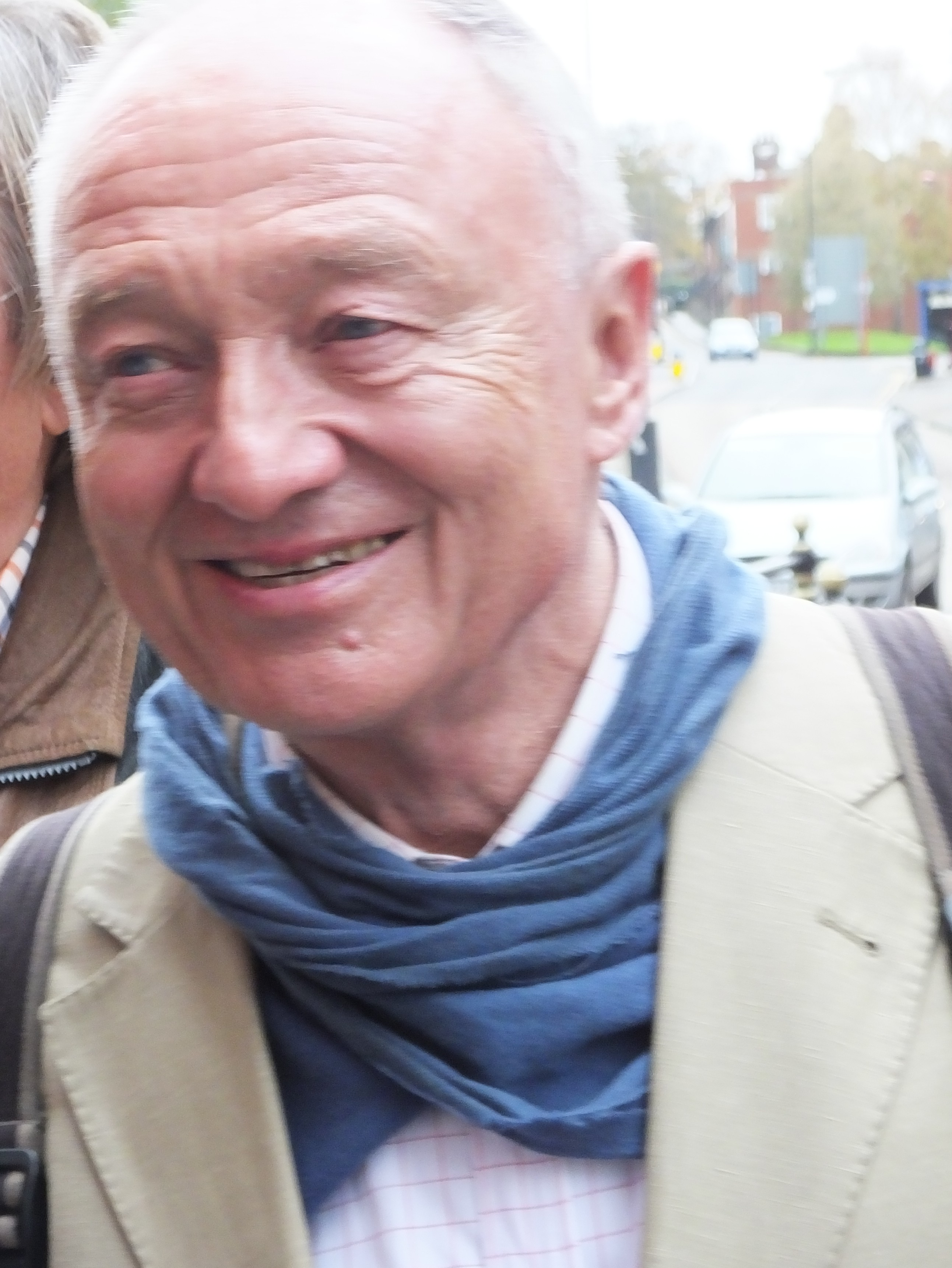
Livingstone en 2012.

Livingstone est critiqué par les médias pour avoir soutenu Hugo Chavez et séjourné à Cuba.
En février 2005, le journaliste Oliver Finegold tente d’interviewer Ken Levingstone dans la rue alors qu'il sortait d'une réception privée au City Hall. Face à son insistance, Livingstone lui répond alors que c'est « affreux de sa part » et le compare à un « garde de camps de concentration », entre autres. À la suite de la violence du propos, l'association des représentants juifs britanniques (en) porte plainte auprès de l'organisme indépendant Standards for England (en), qui saisit à son tour l'Adjudication Panel for England (en). L'affaire soulève une importante indignation médiatique et politique parmi la diaspora juive et chez des personnalités comme Tony Blair. Ken Livingstone est finalement suspendu de ses fonctions le 24 février 2006 par une décision controversée de l'Adjucation panel.
Au terme de plusieurs procédures en appel, la décision de l'Adjudication Panel est finalement cassée. Bien que réhabilité, Livingstone s'excuse, lors de l'inauguration du London Jewish Forum (en), le 7 décembre 2006, auprès des membres de la communauté juive qui se seraient sentis offensés par ses propos[réf. nécessaire].
En mars 2012, il est accusé d’antisémitisme à l'issue d'une réunion avec des représentants de la communauté juive, certains participants l'accusant d'avoir déclaré que les juifs ne le soutenaient pas car ceux-ci étaient généralement riches,. Il nie avoir fait de tels commentaires mais accepte de signer une lettre d'excuses.
En 2016, il est suspendu du Parti travailliste pour avoir affirmé, faisant allusion à l'accord Haavara, que Hitler avait encouragé le sionisme avant de devenir fou et de tuer six millions de Juifs. Ce commentaire suscite une vive indignation y compris dans son propre parti. Les propos de Livingstone sont critiqués par la plupart des historiens,,,. Ainsi, pour l'historien Roger Moorhouse, dire que Hitler a soutenu le sionisme « est non seulement historiquement inexact, mais c’est également historiquement inculte ».
À la suite de ces polémiques, il démissionne du Parti travailliste le 21 mai 2018, déclarant : « Je n’accepte pas les allégations selon lesquelles j’ai jeté le discrédit sur le Labour ni celles selon lesquelles je serais coupable d'antisémitisme. J’abhorre l’antisémitisme, je l’ai combattu toute ma vie et continuerai de le faire ».